# Carex hochstetteriana
Carex hochstetteriana är en halvgräsart som beskrevs av Jacques Étienne Gay och Moritz August Seubert. Carex hochstetteriana ingår i släktet starrar, och familjen halvgräs. Inga underarter finns listade i Catalogue of Life.